# Kolami
El kolami és una de les llengües dravídiques parlat a l'antic Districte de Wun (actuals estats d'Andhra Pradesh i Maharashtra). Pertany al grup central d'aquests idiomes i està parlat per unes 20000 persones. S'escriu usant l'alfabet devanagari. Presenta una forta influència lèxica del telugu.
El kolami distingeix entre vocals llargues i breus però presenta un sistema consonàntic, senzill, amb sons oclusius, fricatius ([v], [s] i [z]) i líquids. És una llengua aglutinant amb una conjugació verbal que distingeix segons papers temàtics, gènere i si la frase és negativa o afirmativa per construir l'oració.